# Bathypterois andriashevi
Bathypterois andriashevi is een straalvinnige vissensoort uit de familie van netoogvissen (Ipnopidae). De wetenschappelijke naam van de soort is voor het eerst geldig gepubliceerd in 1988 door Sulak & Shcherbachev.